# Vecchie carceri di Bertinoro

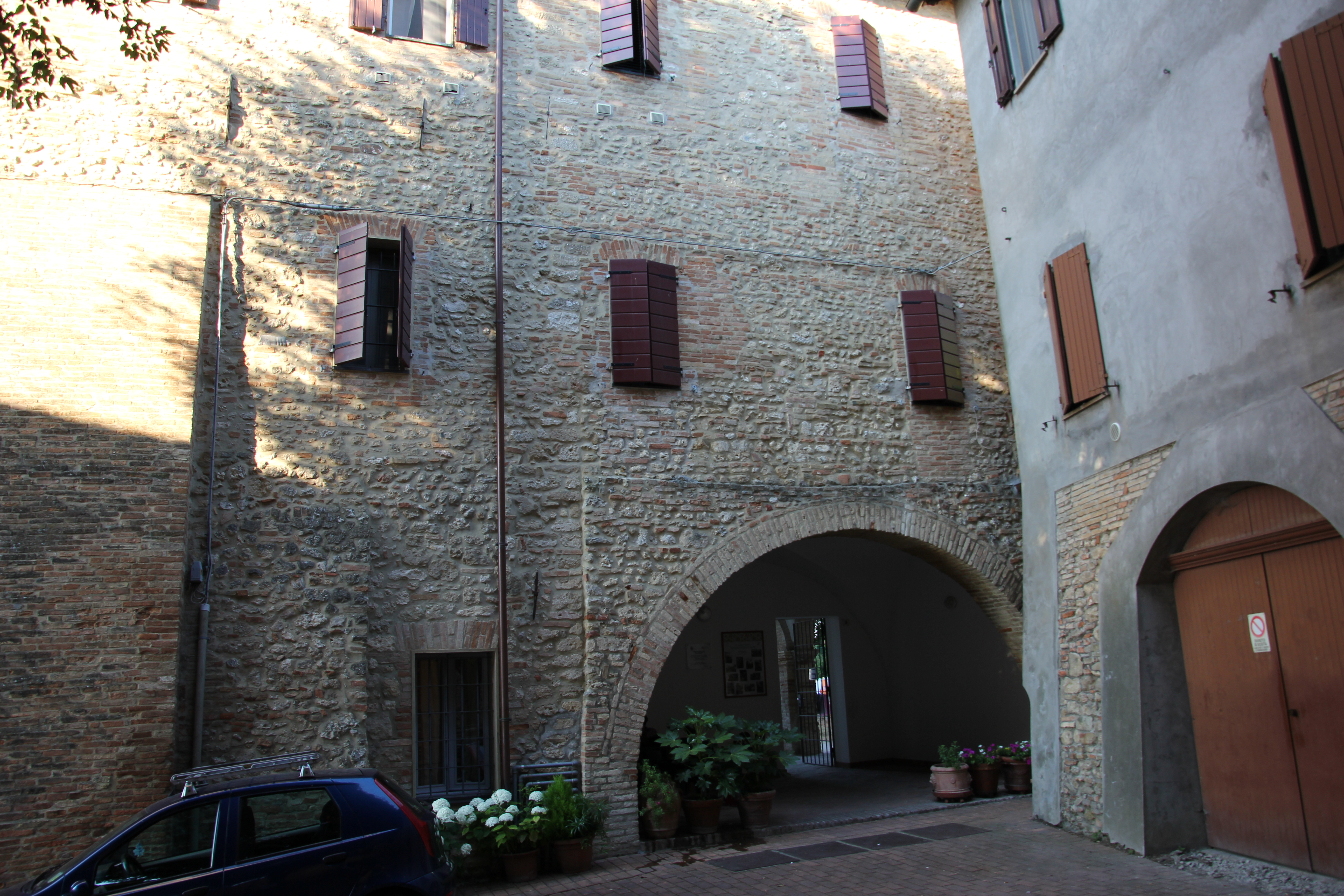
L'ingresso principale

Le vecchie carceri di Bertinoro sono in edificio del XVIII secolo situate nella parte storica dell'abitato.

## Storia
Originariamente sede del seminario vescovile di Bertinoro, successivamente trasferito nell'ex monastero del Corpus Domini, venne adibito durante l'800 a carcere mandamentale. Di proprietà comunale, dopo un risanamento conservativo effettuato a fine secolo scorso, venne destinato ad abitazioni civili.